# ニュートンの運動方程式
ニュートンの運動方程式（ニュートンのうんどうほうていしき、英: Newton's equation of motion）は、古典力学において、物体の非相対性理論的な運動を記述する以下のような微分方程式である：
{\displaystyle m{\boldsymbol {a}}=m{\frac {\mathrm {d} ^{2}{\boldsymbol {r}}}{\mathrm {d} t^{2}}}={\boldsymbol {F}}.}
ここで、{\displaystyle m} は質点の質量、{\displaystyle {\boldsymbol {r}}} は質点の位置、{\displaystyle {\boldsymbol {a}}} は質点の加速度、{\displaystyle {\boldsymbol {F}}} は質点にかかる力、{\displaystyle t} は時間である。

## 解釈
この方程式では力が質量と加速度の積に等しいことを示している。しかし、後にこの方程式は近似的にしか成り立たない事が分かった。相対性理論によると、物体の速度は光速を越えることはないが、この方程式では一定の力をかけ続ければいつかは光速を越えることを意味する。したがってニュートンの運動方程式を適用できる範囲は物体の速度が光速に比べて十分に小さいときのみである。とはいっても、我々が日常で会う物体のほとんどは秒速100kmにも満たない速度で運動しているため、この式に数値を当てはめて計算しても全く問題がないほど小さな誤差しか生じない。いっぽう物体の速度が光速に近い場合には相対性理論の運動方程式を適用しなければならない。
古典的にニュートンの運動方程式からは、質点に加えられた力積が質点の運動量変化に等しいこと、質点に加えられた仕事が運動エネルギーの変化に等しいこと、そして力学的エネルギー保存の法則、運動量保存則が導かれる。
ニュートンの運動方程式から質量 {\displaystyle m\neq 0} 且つ力 {\displaystyle {\boldsymbol {F}}=0} ならば加速度 {\displaystyle {\boldsymbol {a}}=0} が導けるが、これは運動の第1法則の意味を表しているようにも見えるため、運動の第1法則は運動の第2法則に含まれるといわれることもある。しかし、そもそも運動の第1法則（慣性の法則）が成立する系（慣性系）で無ければ運動の第2法則も成立しない事に注意しなくてはならない。そのため、運動の第1法則は、ニュートン力学を適用するための前提となる慣性系の存在を宣言していると現在では解釈されている。ただし、ニュートンは絶対空間の存在を主張しているため、必ずしもこの法則は必要とされない。